# Буревій (Бучач)

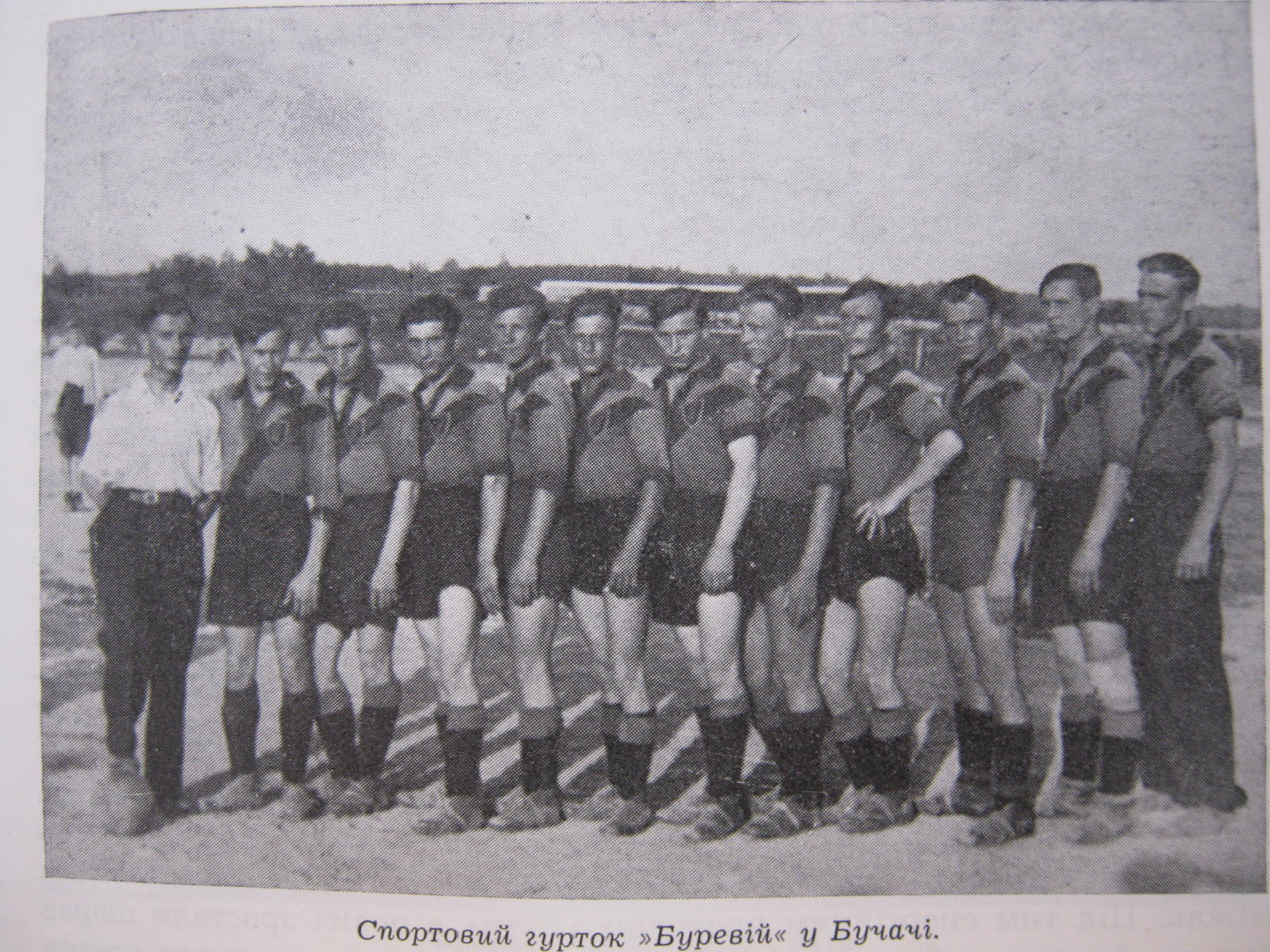
ФК «Буревій» (4-й зліва Володимир Воронюк)

Буревій (Бучач) — аматорський клуб копаного м'яча (футбольний) у Бучачі, який діяв у 1920—1930 роках при Бучацькій повітовій філії українського товариства «Сокіл».

## Відомості
Назву клубу запропонували її гравці — Микола Бартків та Ізидор Рибак (родом з Монастириська).
Філія товариства «Сокіл» відновила діяльність на початку 1920-х років після українсько-польської війни 1918—1919 рр.; керівники філії: Остап Сіяк, потім Сильвестер Винницький). Після зведення у 1923—1924 роках будинку «Українського Міщанського Братства» клуб резидував у ньому. Мав популярність серед української громади Бучача.[джерело?]
Суперниками у Бучачі були етнічні клуби: польські «Пилява», «Поґонь», єврейський «Маккабі». Матчі у Бучачі, за присутності значної кількості глядачів, проводилися на місці теперішнього старого міського стадіону (гора Федір). У 1936—1939 роках «Буревій» був однією з найкращих команд округи (можливо, найкращою); виїжджали на змагання з копаного м'яча до Чорткова (тут була українська команда УСТ «Чайка», польські «КОР» («Korpus Ochrony Pograniczny»), «Strzelec»), Заліщиків, Копичинців, Теребовлі, Монастириська.

### Гравці
- до найкращих належали: Микола Бартків, Ярослав Бобик, Степан Коваль, Богдан Ступницький;[джерело?]
- майбутній відомий художник Володимир Воронюк;[джерело?]
- майбутній власник дентистичної канцелярії у Бучачі (1938—1944) д-р Микола Крижановський[4].